# Букомансимби
Букомансимби (англ. — город в Центральном регионе Уганды. Является главным муниципальным, административным и торговым центром округа Букомансимби и местом расположения администрации округа.

## Природа
Недалеко от города находится река Кегья — естественный водоём, который отделяет район от района Ссембабуле.

## Расположение
Букомансимби находится на одной из главных дорог, соединяющих Масаку и Сембабуле. Расстояние до Масаки, крупнейшего города в этом регионе, составляет примерно 37 километров по дороге, ведущей на северо-запад. До Сембабуле, ближайшего города, около 27 километров по дороге, идущей на юго-восток.
Высота Букомансимби над уровнем моря составляет примерно 1259 метров.

## Население
В мае 2014 года, согласно данным из местных источников, в городе проживало менее 10 000 человек.
В 2015 году Бюро статистики Уганды (UBOS) оценило количество жителей города в 9700 человек. 
В 2020 году агентство по вопросам народонаселения оценило численность населения городского совета Букомансимби в середине года в 10 000 человек. Из них 5100 (51 процент) — женщины, 4900 (49 процентов) — мужчины.
UBOS также подсчитало, что в период с 2015 по 2020 год население города увеличивалось в среднем на 0,61 процента в год.
| Год  | Нас.   | ±%    |
| ---- | ------ | ----- |
| 2014 | 9,500  | —     |
| 2015 | 9,700  | +2.1% |
| 2020 | 10,000 | +3.1% |

## Места
В городе и его окрестностях можно посетить такие интересные места: Административные здания городского совета Букомансимби, Центральный рынок Букомансимби — главный источник свежих продуктов в городе, Медицинский центр Китанда III — медицинское учреждение, подведомственное Министерству здравоохранения Уганды., Дорога Масака — Вилла Мария — Букомансимби — Сембабуле проходит через западные районы города,«Kibinge Coffee Farmers Co-operative Society Ltd»— фермерский кооператив в округе Кибинге, кофе, Букомансимби — крупнейший производитель кофе в Уганде, специализирующийся на кофе робуста.